# Evolvulus grisebachii
Evolvulus grisebachii är en vindeväxtart som beskrevs av Albert Peter. Evolvulus grisebachii ingår i släktet Evolvulus och familjen vindeväxter. Inga underarter finns listade i Catalogue of Life.